# Průliv Desátého stupně
Průliv Desátého stupně (anglicky Ten Degree Channel) je asi 150 km široký průliv v Indickém oceánu, kde odděluje dvě souostroví patřící Indii, severně ležící Andamany od jižních Nikobar. Průliv propojuje vody Bengálského zálivu nacházející se západně od souostroví s vodami Andamanského moře na východě. Své jméno získal průliv orientovaný východ-západ podle toho, že leží podél desátého stupně severní zeměpisné šířky.
Poměrně úzká a frekventovaná vodní cesta průlivem má velký strategický význam. Prochází přes ní zboží přepravované z Bengálského a Perského zálivu do jihovýchodní Asie, Číny, Japonska i Koreje. Indie, od níž jsou Andamany a Nikobary zhruba dvojnásobně vzdálené (asi 1200 km) než od pevniny jihovýchodní Asie, si jejich význam uvědomuje a posiluje v této oblasti své vojenské prostředky.